# 德累斯頓鎮區 (北達科他州卡弗利爾縣)
德累斯頓鎮區（英語：Dresden Township）是位於美國北達科他州卡弗利爾縣的一個鎮區。

## 地方資料
德累斯頓鎮區的面積為115.76平方千米，當中陸地面積為113.62平方千米，而水域面積為2.14平方千米。根據2020年美國人口普查的數據，當地共有人口29人，而人口密度為每平方千米0.25人。